# Müllverbrennungsschiff

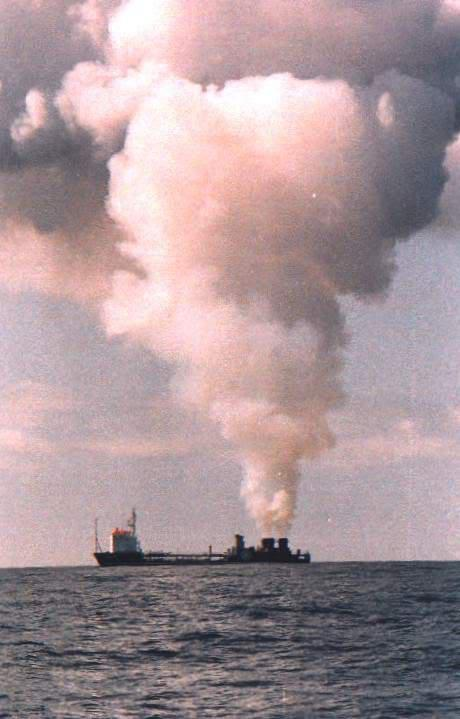
Die Vulcanus II bei der Verbrennung auf See

Ein Müllverbrennungsschiff ist ein Seeschiffstyp zur Verbrennung von Abfällen auf See.

## Einzelheiten
Müllverbrennungsschiffe, anfangs auch „Umweltschutzschiffe“ genannt, sind seegehende Tankschiffe besonderer Bauart. Im Unterschied zu herkömmlichen Tankschiffen weisen sie über die normalen Einrichtungen hinaus auch einen oder mehrere meist auf dem Achterschiff angeordnete Verbrennungsöfen auf, in denen die Verbrennung des Abfalls bei Temperaturen von 1300 bis 1400 Grad Celsius stattfindet.

## Geschichte
Müllverbrennungsschiffe wurden seit den späten 1960er Jahren aus bestehenden Schiffen erstellt und eingesetzt. Ein Haupteinsatzgebiet der Schiffe war die Verbrennung von Chemieabfällen auf der Nordsee. Aber auch in zahlreichen anderen Gebieten der Welt wurden Schiffe dieser Art betrieben. Probleme bei der Verbrennung, wachsender Widerstand von Umweltverbänden und hohe Betriebskosten führten bei der dritten Nordseeschutzkonferenz der Nordseeanrainerstaaten im Jahr 1990 zu dem Beschluss, die Abfallverbrennung auf dem Meer zum 31. Dezember 1991 gesetzlich zu verbieten. Der Beschluss wurde am 23. Juni 1990 von der OSPAR-Kommission übernommen. Nachdem die Niederlande die Abfallverbrennung auf See bereits im August 1989 stoppten, fand diese schließlich Ende 1991 auf der kompletten Nordsee ein Ende.

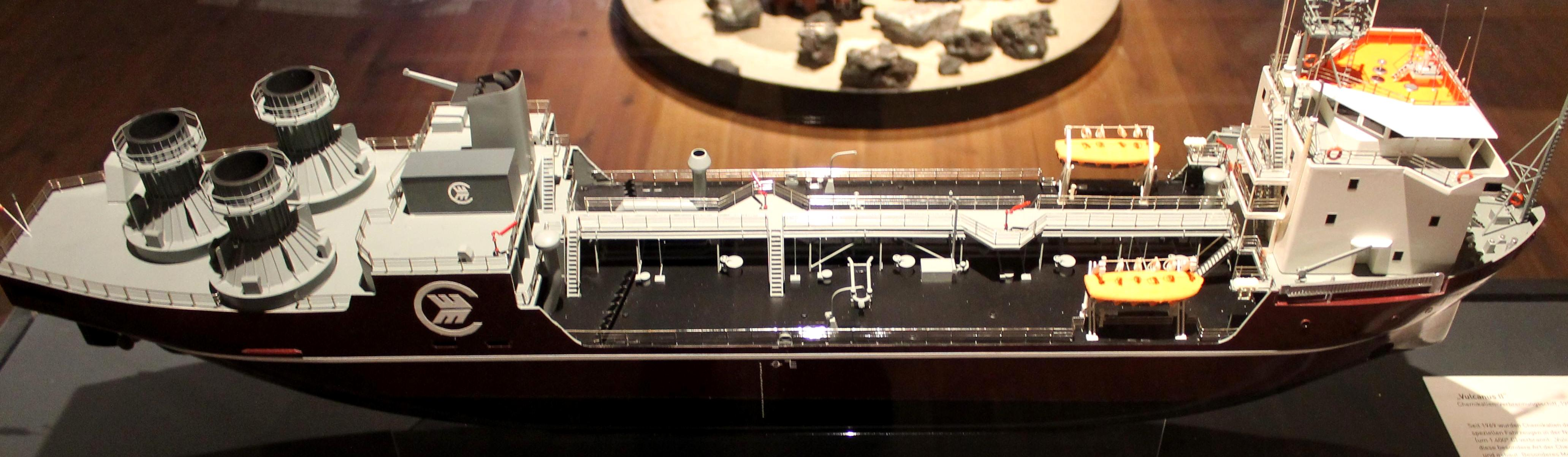
Das Modell der Vulcanus II im Tamm-Museum

### Liste von Müllverbrennungsschiffen (Auswahl)
- Matthias – 1969 aus dem 1928 gebauten Küstentanker Fehmarn umgebaut
- Matthias II – 1971 aus dem 1958 gebauten Küstenschiff Burgwall umgebaut
- Vulcanus – 1972 aus dem 1956 gebauten Küstenschiff Erich Schröder umgebaut
- Matthias III – 1975 aus dem 1954 gebauten Tanker Fleurtje umgebaut
- Vesta – 1979 von der Rheinwerft Walsum neu gebaut
- Jeddah 19 – 1980 von der Büsumer Werft neu gebaut
- Damman 30 – 1980 von der Büsumer Werft neu gebaut
- Vulcanus II – 1982 bei Hermann Sürken in Papenburg neu gebaut
- Apollo I – 1984 bei Tacoma Boatbuilding in Washington neu gebaut
- Apollo II – 1985 bei Tacoma Boatbuilding in Washington neu gebaut